# Lekkoatletyka na Letnich Igrzyskach Olimpijskich 2012 – bieg na 10 000 m kobiet
Bieg na 10 000 metrów kobiet – jedna z konkurencji lekkoatletycznych rozgrywanych podczas igrzysk olimpijskich w Londynie. 
Obrończynią tytułu mistrzowskiego z 2008 roku była Etiopka Tirunesh Dibaba. Udało się jej powtórzyć swój sukces w Londynie.
Ustalone przez International Association of Athletics Federations minima kwalifikacyjne do igrzysk wynosiły 31:45,00 (minimum A) oraz 32:10,00 (minimum B).
W biegu na 10 000 metrów odbył się tylko finał, który miał miejsce w pierwszym dniu zawodów lekkoatletycznych, czyli 3 sierpnia o godzinie 21:25 czasu londyńskiego (UTC+01:00).

## Terminarz
Czas w Londynie (UTC+01:00)
| Data                    | Godzina | Zawody |
| ----------------------- | ------- | ------ |
| Piątek, 3 sierpnia 2012 | 21:25   | Finał  |

## Rekordy
|                   | Zawodnik        | Wynik    | Miejsce | Data             |
| ----------------- | --------------- | -------- | ------- | ---------------- |
| Rekord świata     | Wang Junxia     | 29:31,78 | Pekin   | 8 września 1993  |
| Rekord olimpijski | Tirunesh Dibaba | 29:54,66 | Pekin   | 15 sierpnia 2008 |
| Listy światowe    | Tirunesh Dibaba | 30:24,39 | Eugene  | 1 czerwca 2012   |

## Rezultaty

### Finał
| Poz. | Zawodniczka                 | Reprezentacja     | Czas     | Uwagi |
| ---- | --------------------------- | ----------------- | -------- | ----- |
|      | Tirunesh Dibaba             | Etiopia           | 30:20,75 | SB    |
|      | Sally Kipyego               | Kenia             | 30:26,37 | PB    |
|      | Vivian Cheruiyot            | Kenia             | 30:30,44 | PB    |
| 4.   | Werknesh Kidane             | Etiopia           | 30:39,38 | SB    |
| 5.   | Beleynesh Oljira            | Etiopia           | 30:45,56 |       |
| 6.   | Shitaye Eshete              | Bahrajn           | 30:47,25 | NR    |
| 7.   | Joanne Pavey                | Wielka Brytania   | 30:53,20 | PB    |
| 8.   | Julia Bleasdale             | Wielka Brytania   | 30:55,63 | PB    |
| 9.   | Hitomi Niiya                | Japonia           | 30:59,19 | PB    |
| 10.  | Kayoko Fukushi              | Japonia           | 31:10,35 | SB    |
| 11.  | Amy Hastings                | Stany Zjednoczone | 31:10,59 | PB    |
| 12.  | Janet Cherobon-Bawcom       | Stany Zjednoczone | 31:12,68 | PB    |
| 13.  | Lisa Uhl                    | Stany Zjednoczone | 31:12,80 | PB    |
| 14.  | Sara Moreira                | Portugalia        | 31:16,44 | PB    |
| 15.  | Fionnuala Britton           | Irlandia          | 31:46,71 |       |
| 16.  | Mika Yoshikawa              | Japonia           | 31:47,67 |       |
| 17.  | Sabrina Mockenhaupt         | Niemcy            | 31:50,35 |       |
| 18.  | Nadia Ejjafini              | Włochy            | 31:57,03 |       |
| 19.  | Jelizawieta Grieczisznikowa | Rosja             | 32:11,32 |       |
| 20.  | Olha Skrypak                | Ukraina           | 32:14,59 |       |
| 21.  | Eloise Wellings             | Australia         | 32:25,43 |       |
|      | Joyce Chepkirui             | Kenia             |          | DNF   |